# Bernice Rubens
Bernice Rubens, född 26 juli 1928 i Cardiff, död 13 oktober 2004 i Camden i London, var en brittisk (walesisk) romanförfattare.

## Biografi
Rubens kom från en musikalisk familj och båda hennes bröder blev välkända musiker. Hon var gift med Rudi Nassauer, en vinhandlare och romanförfattare.

## Filmatiseringar
Rubens roman Madame Sousatzka (1962) filmatiserades 1988 med Shabana Azmi och Shirley MacLaine i två av rollerna.
Hennes roman I Sent a Letter To My Love (1975) filmatiserades 1980 (Ma Chere Inconnue) av Moshe Mizraki med skådespelarna Simone Signoret och Jean Rochefort i två av rollerna.